# Holmes Towers
John Haynes Holmes Towers es un proyecto de vivienda pública para residentes de bajos ingresos de la sección de Yorkville del Upper East Side ubicado justo al sur del límite norte del vecindario en la Calle 96, en Nueva York (Estados Unidos). Las vecinas Isaacs Houses y Holmes Towers limitan con East Harlem, que tiene la mayor concentración de viviendas públicas en Estados Unidos. Los dos edificios de viviendas públicas, diseñados por los arquitectos Eggers y Higgins, se completaron en 1969, tienen 25 pisos de altura, miden cada una unos 84 metros y tienen 537 apartamentos. El proyecto está ubicado entre las calles 92 y 93 desde la Primera Avenida hasta York Avenue y el FDR Drive.
Debe su nombre al fundador de la Community Church of New York. John Haynes Holmes era conocido como pacifista, organizador social y pionero de la justicia social.

## Historia
A partir de 1973, las Torres fueron descritas como el hogar de residentes ancianos blancos.
Los proyectos de Isaacs Houses están ubicados justo al norte de Holmes Towers. Ambos desarrollos se consideran un complejo que totaliza 5 edificios que tienen la misma Oficina de Gestión de Desarrollo administrada por la Autoridad de Vivienda de la Ciudad de Nueva York. Representan la única vivienda pública en el Upper East Side. Ambos proyectos de vivienda, en su conjunto, han sido designados como "zona de alto crimen" por el distrito 19 del Departamento de Policía de la Ciudad de Nueva York. Sin embargo, se considera que la delincuencia es relativamente mínima en comparación con los proyectos más al norte.
En 2018, Holmes Towers, junto con Isaacs Houses y Robbins Plaza, se clasificaron como las peores en la nación después de las inspecciones federales del Departamento de Vivienda y Desarrollo Urbano de Estados Unidos.

### Piloto de asociación público-privada
En 2015 se anunció que el patio de recreo del complejo sería demolido para un nuevo edificio de uso mixto bajo el programa NextGen de Nueva York para ayudar a satisfacer las necesidades de capital de NYCHA. La torre de 47 pisos estaba destinada a ser mitad vivienda asequible y mitad vivienda a precio de mercado con inquilinos de bajos ingresos en los pisos inferiores. Los residentes de Holmes Towers rechazaron el plan, argumentaron que la falta de luz solar reduciría su calidad de vida y también se manifestaron.
Para construir las torres, el promotor inmobiliario y donante de Blasio, Fetner Properties, arrendaría el terreno de NYCHA por 25 millones de dólares durante 99 años, embolsándose todo el alquiler, calificando para 13 millones de dólares en subsidios y sin pagar impuestos a la propiedad. En 2019, el presidente del condado de Manhattan, Gale Brewer, demandó al alcalde Bill de Blasio y a NYCHA para bloquear la nueva torre. La demanda acusa a De Blasio de intentar usar su poder para empujar las torres ilegalmente al eludir las leyes de zonificación y no hacer que el proyecto pase por el Procedimiento Uniforme de Revisión de Uso de Suelo (ULURP).
NYCHA retiró el plan en 2019.